# Wilhelm Eichhorn (Bankmanager)
Wilhelm Eichhorn (* 5. Juli 1879 in Kleinhaslach bei Ansbach; † 20. März 1957 in München) war ein deutscher Bankdirektor, Mitgründer der CSU und Präses der Landessynode Bayern.

## Leben
Nach Abschluss des Gymnasiums in Ansbach studierte Wilhelm Eichhorn Theologie und Rechtswissenschaft in Berlin und Erlangen. Er schloss seine akademische Ausbildung 1909 mit der Promotion Die einstweiligen Verfügungen im Verhältnis zum Arrest ab. Seine berufliche Laufbahn begann er nach Abschluss der 2. juristischen Staatsprüfung als Rechtsanwalt (1907/08) und wurde anschließend Regierungsassessor bei der Regierung von Oberbayern. Auf die Beförderung zum Bezirksamtsassessor folgte später die Tätigkeit als Oberregierungsrat im Staatsministerium für Landwirtschaft. Von dieser Position aus wechselte er 1921 als 1. Direktor in den Vorstand der Bayerischen Landwirtschaftsbank, dem er bis Jahresende 1951 angehörte. Der Eintritt in den Ruhestand zum 1. Januar 1952 markierte gleichzeitig den Wechsel in den Aufsichtsrat der Bank. Bis zum Ausscheiden aus Alters- und Gesundheitsgründen zum 1. Januar 1957 war er ab 1954 Vorsitzender dieses Gremiums.
Ebenso wie beispielsweise der Münchener Bürgermeister Karl Scharnagl, der Augsburger Papierfabrikant Georg Haindl, der Wirtschaftswissenschaftler Fritz Terhalle oder der Gewerkschafter Michael Helmerich gehörte Eichhorn der von Adolf Weber geleiteten überparteilichen Volkswirtschaftlichen Arbeitsgemeinschaft für Bayern an, die kurz nach Ende des Zweiten Weltkriegs die drängendsten Fragen des wirtschaftlichen Wiederaufbaus diskutierte. Für die erste Legislaturperiode des Bayerischen Verfassungsgerichtshofs nach Kriegsende (17. Juli 1947 bis 26. November 1950) wurde Eichhorn als nichtberufsrichterliches Mitglied gewählt.
Während seiner Studienzeit wurde er Mitglied der christlichen Studentenverbindungen Erlanger Wingolf (1899) und Berliner Wingolf (1902), später trat er auch dem Münchener Wingolf bei (1910).

## Politik
Im Sommer 1945 gehörte Eichhorn zu den dreizehn treibenden Kräften des bürgerlich-konservativen Lagers, die sich mit der Absicht sammelten, eine Partei als Gegengewicht zu SPD und KPD zu gründen. Gemeinsam mit dem Katholiken Walther von Miller übernahm Eichhorn den ersten Vorsitz der Münchner CSU nach dem Zweiten Weltkrieg und war von 1946 bis 1951 zudem Mitglied im Landesvorstand der CSU.
Wie auch Fritz Schäffer und Josef Müller gehörte Eichhorn dem vorbereitenden Ausschuß der Christlich-Sozialen Union München an, der im November 1945 mit einem Aufruf zur landesweiten Gründung der CSU hervorgetreten war und der sich in seiner Sitzung vom 17. Dezember 1945 zum vorläufigen Landesausschuß erhob. Bis zur Bamberger Tagung am 31. März 1946 fungierte dieser als Parteiersatzgremium. Die Zeitschrift Der Spiegel bezeichnete den Aufruf als das „erste und wichtigste Dokument der CSU-Gründungsgeschichte“, bei dem zudem die Namen „des evangelischen Synodalen Wilhelm Eichhorn und des erzkatholischen […] Alois Hundhammer noch ebenso einträchtig nebeneinander [stehen] wie die der alsbald erbitterten Kontrahenten: Fritz Schäffer und Josef Müller.“ Eichhorn stand dabei auf der Seite Müllers und zählte zur liberal-konservativen, christlich-interkonfessionellen Kerngruppe, während Schäffer zur bayerisch-katholisch-etatistischen Kerngruppe zählte. In diesem Konflikt kritisierte Eichhorn, einer der autorisierten Sprecher der evangelischen Christen in der CSU, dass Schäffer als Repräsentant einer prononciert katholischen Partei „für den protestantischen Bevölkerungsteil eine Belastung“ sei. Gleichwohl war das protestantische Lager Bayerns in der CSU lange Zeit nur mit wenigen Einzelpersonen vertreten – neben Eichhorn noch Johannes Semler als weiterer Sprecher sowie u. a. August Haußleiter, Walter Künneth, Hermann Strathmann, Karl Sigmund Mayr und Alfred Euerl –, so dass die Partei in ihrer Frühphase keinen protestantischen Parteiflügel hatte. Vor diesem Hintergrund hatten Eichhorn und Semler in den Führungsgremien der CSU wiederholt geäußert, dass ihre politische Mitarbeit in der Union angesichts einer erdrückenden katholischen Tendenz in der CSU eine Mitarbeit auf Widerruf sei.

## Kirche
Neben seiner Tätigkeit als Bankdirektor engagierte sich Eichhorn auch in evangelischen Kirche und war in den 1920er Jahren Mitglied der Landessynode und des Landessynodalausschusses. Nach dem Zweiten Weltkrieg war er 1946 erster Präses der Evangelisch-Lutherischen Kirche in Bayern. Bei der Kirchenversammlung in Treysa 1947 war er einer von vier Teilnehmern der bayerischen Kirche und bei der Generalsynode 1949 in Leipzig eines von fünf Mitgliedern, die von der Landeskirche Bayern entsandt wurden.